# Jaime Nogueira Pinheiro
Francisco Jaime Nogueira Pinheiro (Senador Pompeu, 24 de agosto de 1915 — Fortaleza, 2 de março de 1976) foi um banqueiro e industrial brasileiro.
Seus filhos Jaime Pinheiro Filho, Noberto Pinheiro e Nelson Pinheiro herdaram o Banco BMC após sua morte. Em Fortaleza foram batizadas uma praça e uma rua com seu nome.